# Paranapiacaba significata
Paranapiacaba significata es una especie de insecto coleóptero de la familia Chrysomelidae.
Fue descrita científicamente en 1891 por Gahan.